# University of Sydney Library
University of Sydney Library – system biblioteczny Uniwersytetu w Sydney. Według jego publikacji jest największą biblioteką akademicką na południowej półkuli. System tworzy 14 bibliotek, znajdujących się w 9 kampusach tego australijskiego uniwersytetu. Główny budynek, Fisher Library, został nazwany na cześć jednego z pierwszych dobroczyńców biblioteki, Thomasa Fishera. W jej zbiorach znajduje się m.in. pierwsze wydanie Philosophiae naturalis principia mathematica Isaaca Newtona.